# Дружбице (гмина)
Дружбице (пол. Drużbice) — сельская гмина (волость) в Польше, входит как административная единица в Белхатувский повет, Лодзинское воеводство. Население — 4868 человек (на 2004 год).

## Сельские округа
1. Бжезе
2. Букове-Дольне
3. Букове-Гурне
4. Хынув
5. Дружбице
6. Дружбице-Колёня
7. Глупице
8. Грембошув
9. Хуциско
10. Юзефув
11. Казимежув
12. Концик
13. Кобылки
14. Ленчица
15. Паток
16. Подстола
17. Расы
18. Равич
19. Рожнятовице
20. Скрайне
21. Стефанув
22. Стоки
23. Сухцице
24. Теофилюв
25. Тересин
26. Вадлев
27. Вдовин
28. Вдовин-Колёня
29. Воля-Рожнятовска
30. Забеллув
31. Звежинец-Дужы

## Прочие поселения
1. Депщык
2. Гадки
3. Глупице-Парцеля
4. Хеленув
5. Янувек
6. Катажинка
7. Лазы
8. Марки
9. Нова-Весь
10. Пеньки-Глупицке
11. Равич-Подляс
12. Воля-Глупицка
13. Вжосы
14. Залесе
15. Зофювка
16. Жбиёва

## Соседние гмины
1. Гмина Белхатув
2. Гмина Длутув
3. Гмина Грабица
4. Гмина Воля-Кшиштопорска
5. Гмина Зелюв